# Mark Lewis-Francis
Mark Anthony Lewis-Francis, britanski atlet, šprinter, * 4. september 1982, Darlaston, Anglija.
Lewis-Francisova paradna disciplina je tek na 100 m. Po koncu uspešne mladinske kariere mu je uspel odličen prehod na člansko raven, verjetno njegov največji dosežek kariere doslej je presenetljiva zlata kolajna v moški štafeti 4x100 m na Poletnih olimpijskih igrah 2004. V posamičnem teku na 100 m je osvojil srebro na Evropskem prvenstvu 2010.
Lewis-Francis je član Atletskega kluba Birchfield Harriers. Poznan je tudi pod vzdevkom »Darlaston Dart« (»Darlastonska puščica«).

## Zgodnja kariera
Lewis-Francis se je na atletsko prizorišče izstrelil že pri zelo zgodnji starosti, a se ni udeležil Poletnih olimpijskih iger 2000, saj je namesto tega sodeloval na Svetovnem mladinskem prvenstvu, na katerem si je pritekel zlato. Potem ko so Dwaina Chambersa leta 2003 oblasti suspendirale zaradi dopinških prekrškov, je Lewis-Francis postal najboljši britanski šprinter na 100 m. Na Poletnih olimpijskih igrah 2004 je razočaral, ko se v teku na 100 m ni uvrstil v finale, a je zato nekaj dni kasneje z britansko štafeto 4x100 m osvojil senzacionalno zlato kolajno. Lewis-Francis je bil zadnji tekač britanske štafete in je v zaključku odbil vse napade dvakratnega olimpijskega prvaka, Američana Maurica Greena. Britanska štafeta si je tako v postavi Lewis-Francis, Marlon Devonish, Darren Campbell in Jason Gardener priborila tesno zmago s časom 38.07, ameriška štafeta je zaostala za pičlo 1 stotinko. Če Lewis-Francisa izmed četverice štejemo zadnjega, je potlej postal 50. atlet, ki je Veliki Britaniji prinesel zlato olimpijsko medaljo.
Kljub tej olimpijski kolajni in ostalim štafetnim uspehom na Svetovnih prvenstvih, Lewis-Francis svojih konstantnih predstav z mladinskih tekmovanj še ni uspel prenesti na članske posamične tekme na 100 m, saj je v tej disciplini doslej osvojil le srebro na Evropskem prvenstvu 2010 v Barceloni.

## Prehod med člane
Lewis-Francis je leta 2001 odlično formo kronal s časom 9.97, ki ga je dosegel v četrtfinalu Svetovnega prvenstva. Dosežek bi se vpisal med mladinske svetovne rekorde, a je organizatorje ukanila okvara merilca hitrosti vetra. Zavoljo tega njegovega dosežka krovna zveza ni mogla potrditi.
Lewis-Francis velja za nenavadnega šprinterja, saj so njegovi časi nekje po 20. letu začeli padati. Pri šprinterjih je namreč običajno, da se rezultatsko vzpenjajo nekje do 30. leta, ko dosežejo svoje rekorde in nato počasi izginejo s prizorišča. Lewis-Francis pa je svoje najboljše izide doslej dosegel že v svojih poznih najstniških letih. Prav tako je zavrnil številna povabila, med drugim tudi s strani Justina Gatlina, da bi odšel trenirat z najboljšimi šprinterji. Še danes tako živi in trenira v Angliji, pogosto se kot razlog za njegov neodhod v ZDA omenja domotožje. Vseeno je Lewis-Francis leta 2005 zapustil svoj dom v Birminghamu ter se za potrebe treninga preselil v Eton, Berkshire.

## Povratek
Potem ko je Lewis-Francis zaradi poškodbe Ahilove tetive izpustil celotno sezono, se je odločil za odhod v Kalifornijo in trening pod okriljem novega trenerja Linforda Christieja. Po seriji poškodb je tako po 18 mesecih odsotnosti na atletsko stezo znova stopil na manjšem mitingu v Bedfordu maja 2009 in z zmago v teku na 100 m jasno nakazal namero, da nastopi na prihajajočem Svetovnem prvenstvu 2009. Kasneje se sicer ni uspel uvrstiti v ekipo za prvenstvo, tako da je bilo to zanj prvo izpuščeno prvenstvo profesionalne kariere. Od leta 2001 je namreč nastopil na prav vsakem Svetovnem prvenstvu.
Po dokaj poznem vpoklicu v britansko odpravo na Evropsko prvenstvo 2010 je v Barceloni vendarle nastopil in vnovič opozoril nase, ko je s časom 10.18 osvojil srebro v teku na 100 m. Prehitel ga je edino Francoz Christophe Lemaitre, za Lewis-Francisa pa je bila to prva posamična kolajna po več zaporednih štafetnih kolajnah. Dobra predstava na Evropskem prvenstvu mu je prinesla tudi nastop na Kontinentalnem pokalu v Splitu, kjer je vnovič slavil Lemaitre, Lewis-Francis pa je zasedel 3. mesto. Odlično sezono je nato kronal še s srebrom na Igrah Commonwealtha v indijskem Delhiju. V kvalifikacijah je dosegel svoj najboljši izid sezone, 10.15, v finalu je tekel malce slabše, 10.20, in končal kot drugi za Leronom Clarkom. Kasneje je v intervjuju priznal, da je tudi z 2. mestom zelo zadovoljen, saj zaradi zdrsljivih štartnih blokov ni uspel prikazati takega štarta, kot ga je bil sposoben.

## Osebni rekordi
| Disciplina | Dosežek | Prizorišče                | Datum          |
| ---------- | ------- | ------------------------- | -------------- |
| 100 m      | 10.04   | Pariz, Francija           | 5. julij 2002  |
| 200 m      | 20.94   | Tallahassee, Florida, ZDA | 13. april 2002 |

- Vir:[5]

## Dopinški testi
Lewis-Francisa so 5. marca 2005 po Evropskem dvoranskem prvenstvu ujeli na dopinškem testu, saj je bil pozitiven na kanabis. Zavoljo tega so mu tudi odvzeli srebro s teka na 60 m. Pri Britanskem olimpijskem komiteju so se na dogodek odzvali z navedbo, da bodo Lewis-Francisu z nekakšnim suspenzom onemogočili udeležbo na prihajajočih olimpijskih igrah. Leta 2006 je nato krovna britanska atletska zveza UK Athletics po preiskavi primera objavila ugotovitev, da si Lewis-Francis s kanabisom ni pomagal pri izboljšanju rezultatov, in Britanski olimpijski komite je naknadno umaknil suspenz zoper njega. Decembra 2007 so po izbruhu afere Christine Ohuruogu, ki je izpustila tri izventekmovalne dopinške teste, pred kamere stopili še trije britanski atleti in priznali, da v svojih karierah niso šli opravljat vseh dopinških testov. Eden od trojice je bil prav Lewis-Francis, ki je izpustil dva dopinška testa. Za razliko od Ohuruogujeve, ki so jo kaznovali z enoletno prepovedjo nastopanja, zoper Lewis-Francisa pristojni organi niso ukrepali.